# Iva Majoliová
Iva Majoliová Marićová (* 12. srpna 1977 Záhřeb, Jugoslávie, dnes Chorvatsko) je bývalá chorvatská profesionální tenistka, vítězka grandslamového turnaje French Open 1997, v němž ve finále porazila Martinu Hingisovou. Na okruhu WTA získala osm titulů ve dvouhře a jeden ve čtyřhře. Nejvýše postavená na žebříčku WTA ve dvouhře byla na 5. místě (5. února 1996).

## Tenisová kariéra
Profesionálkou se stala v roce 1991, ve svých 14 letech. Navštěvovala Tenisovou akademii Nicka Bollettieriho. Největšího úspěchu dosáhla vítězstvím na French Open 1997. Většina odborníků předpokládala, že titul získá šestnáctiletá Hingisová, ovšem agresivní hrou ze základní čáry jí nedala Chorvatka šanci a přerušila její sérii 37 zápasů bez porážky.
Nejlepších výsledků dosáhla v teenagerovském věku. Poté její postavení na žebříčku mělo neustále zhoršující se tendenci. V roce 2003 klesla až na 131. místo. V posledním roce její kariéry byla limitována řadou vleklých zranění, nejvážnější byly komplikace s ramenním kloubem, které jí dlouhodobě omezovaly. Ke konci hraní také přispěl její životní styl celebrity, který byl dokumentován tiskem. 12. června 2004 oznámila ukončení sportovní kariéry.
9. září 2006 se provdala za podnikatele Stipe Mariće za přítomnosti Jennifer Capriatiové a Mary Pierceové. Na konci října se jí narodila dcera Mia.
V roce 2007 se zúčastnila televizní taneční soutěže "Dancing With the Stars", obdoby Stardance, ve které vypadla společně s Marko Hercegem ve čtvrtém kole. Na počátku roku měla v Záhřebu autonehodu, ze které vyvázla bez poranění.

## Grand Slam - vítězství (1)
| Rok  | Turnaj      | Finalistka        | Výsledek |
| 1997 | French Open | Martina Hingisová | 6–4, 6–2 |

## Turnajová vítězství na okruhu WTA - celkem (11)

### Dvouhra - výhry (10)
| Legenda               |
| Grand Slam (1)        |
| WTA Championships (0) |
| Tier I (3)            |
| Tier II (4)           |
| Tier III (0)          |
| Tier IV & V (0)       |
| ITF Titles (2)        |

| Číslo | Datum             | Turnaj               | Povrch      | Finalistka              | Výsledek         |
| 1.    | 21. červen 1992   | St. Simons, USA      | Antuka      | Beverly Bowes-Hackney   | 7–6(7), 7–6(5)   |
| 2.    | 19. červenec 1992 | Evansville, USA      | Tvrdý       | Ai Sugiama              | 6–3, 6–1         |
| 3.    | 8. říjen 1995     | Curych, Švýcarsko    | Koberec (h) | Mary Pierceová          | 6–4, 6–4         |
| 4.    | 15. říjen 1995    | Filderstadt, Německo | Tvrdý (h)   | Gabriela Sabatini       | 6–4, 7–6(4)      |
| 5.    | 4. únor 1996      | Tokio, Japonsko      | Koberec (h) | Arantxa Sánchez Vicario | 6–4, 6–1         |
| 6.    | 25. únor 1996     | Essen, Německo       | Koberec (h) | Jana Novotná            | 7–5, 1–6, 7–6(6) |
| 7.    | 23. únor 1997     | Hannover, Německo    | Koberec (h) | Jana Novotná            | 4–6, 7–6(2), 6–4 |
| 8.    | 4. květen 1997    | Hamburk, Německo     | Antuka      | Ruxandra Dragomirová    | 6–3, 6–2         |
| 9.    | 8. červen 1997    | French Open          | Antuka      | Martina Hingisová       | 6–4, 6–2         |
| 10.   | 21. duben 2002    | Charleston, USA      | Antuka      | Patty Schnyderová       | 7–6(5), 6–4      |

### Čtyřhra - výhry (1)
| Číslo | Datum         | Turnaj         | Povrch  | Spoluhráčka        | Finalistky                      | Výsledek |
| 1.    | 11. únor 2001 | Paříž, Francie | Koberec | Virginie Razzanová | Kimberly Po Nathalie Tauziatová | 6–3, 7–5 |

## Poražená finalistka na turnajích WTA - celkově (13)

### Dvouhra (9)
- 1994: Osaka (vítězka Manuela Malejevová)
- 1994: Barcelona (vítězka Arantxa Sánchez Vicario)
- 1994: Essen (vítězka Jana Novotná)
- 1995: Barcelona (vítězka Arantxa Sánchez Vicario)
- 1996: Paříž (vítězka Julie Halard-Decugis)
- 1996: Lipsko (vítězka Anke Huberová)
- 2000: Kuala Lumpur (vítězka Henrieta Nagyová)
- 2001: Québec (vítězka Meghann Shaughnessyová)
- 2002: Bol (vítězka Asa Svenssonová)

### Čtyřhra (4)
- 1995: Linec (spoluhráčka Petra Schwarz) (vítězky Meredith McGrathová a Nathalie Tauziatová)
- 1995: Barcelona (spoluhráčka Mariaan de Swardt) (vítězky Arantxa Sánchez Vicario a Larisa Neilandová)
- 1995: Rogers Cup (spoluhráčka Martina Hingisová) (vítězky Gabriela Sabatini a Brenda Schultz-McCarthy)
- 1997: Hamburk (spoluhráčka Ruxandra Dragomir) (vítězky Anke Huberová a Mary Pierceová)

## Statistika na Grand Slamu - dvouhra
| Turnal          | 1992  | 1993  | 1994  | 1995  | 1996  | 1997  | 1998  | 1999  | 2000  | 2001  | 2002  | 2003  | Celkově |
| --------------- | ----- | ----- | ----- | ----- | ----- | ----- | ----- | ----- | ----- | ----- | ----- | ----- | ------- |
| Australian Open | A     | A     | A     | A     | QF    | 1k    | 3k    | A     | A     | 3k    | 2k    | 1k    | 0 / 6   |
| French Open     | A     | 4k    | 4k    | QF    | QF    | Vítěz | QF    | A     | 2k    | 1k    | 2k    | 2k    | 1 / 10' |
| Wimbledon       | A     | A     | 1k    | 1k    | A     | QF    | 2k    | A     | A     | 1k    | 3k    | 1k    | 0 / 7   |
| US Open         | 2k    | 2k    | 4k    | 1k    | 1k    | 2k    | 2k    | 1k    | A     | 3k    | 3k    | 1k    | 0 / 11  |
| SP              | 0 / 1 | 0 / 2 | 0 / 3 | 0 / 3 | 0 / 3 | 1 / 4 | 0 / 4 | 0 / 1 | 0 / 1 | 0 / 4 | 0 / 4 | 0 / 4 | 1 / 34  |

A = absence, turnaje se nezúčastnila.
SP = poměr grandslamových turnajů vyhraných k počtu odehraných v sezóně.